# Orehovica (Rijeka)
Orehovica

## Mjesni odbor
Mjesni odbor su 2023. činili:
- Damir Kamenar, predsjednik (SDP)
- Martina Čugelj Juršić, zamjenica predsjednika (SDP)
- Snježana Radić, članica (SDP)
- Sandy Mijatović, član (SDP)
- Dajna Jogan, članica (HDZ)

## Zemljopis
MO Orehovica se nalazi iznad Rječine okruženo brdima Rebrom, Strmicom, Kljunom, i Svetom Katarinom. MO Orehovica teritorijalno graniči s mjesnim odborima Brašćine-Pulac, Draga, Gornja Vežica, Grad Trsat, Pašac, Centar-Sušak, Svilno, gradom Bakrom i općinom Čavle.

## Povijest
Prema knjizi Andrije Račkog, "Povijest grada Sušaka" iz 1929., godine, mjesto Orehovica spominje se već 1681. godine. Jedan spis 1836. godine veli da se je današnja Orehovica od najstarijih vremena zvala Žakalj pa da joj je general Vukasović, graditelj Lujzijanske ceste, dao ime Hrast po krasnom prastarom Hrastu, što se je nalazio uz gradsku mitnicu.
Jedan dio Orehovice tako je pripadao gradskoj općini Sušak, dok je drugi dio pripadao općini Grobnik.
U dolini Rječine u Orehovici danas se vide razvaline nekoć mlina kojeg su prozvali imenom onog kraja "Žakalj".
Taj mlin sagrađen je 1841. godine.
Danas Orehovica ima najizrazitiji prometni položaj na Grobinštini. Preko njezina teritorija prolaze ceste različitog značaja. Izgradnjom zaobilaznice, Orehovica je povećala svoj prometni značaj. To su "sjeverna vrata" Rijeke.
Orehovica pripada župi Svetog Jurja na Trsatu.

## Spomenici i znamenitosti

### Ruševine starih mlinova
Na Orehovici u Žaklju i danas stoje razvaline starih mlinova koji su građeni u 19. stoljeću, a svoj puni procvat doživjeli su izgradnjom Lujzijane.
Mali mlin u Žaklju uz Rječinu vodio je Gašpar Matković. Nakon nekoliko godina prodao ga je Tršćaninu Ottaviu Fontana koji je izgradio veliki mlin. To je bila velebna trokatnica blizu koje su se nalazila skladišta, staje i stanovi namještenika. Na strojevima je radilo više od stotinu ljudi. Žito je dolazilo iz Rusije, Rumunjske i Banata, a brašno se izvozilo u Englesku, Francusku, Egipat, Brazil, Njemačku i Balkan. Mlin je uspješno poslovao od 1884. do 1888. godine.
Godine 1894. mlin pada pod stečaj i prestaje raditi. Na javnoj dražbi nekretnine je kupio Robert Whitehead, vlasnik tvornice torpeda u Rijeci, koji ga je nakon nekog vremena darovao gradu Rijeci. Prije Prvog svjetskog rata gradski čelnici prodaju nekretnine, ali je Prvi svjetski rat spriječio daljni razvoj i planove.
Danas se ispod zelenog bršljana naziru zidine nekoć slavnog mlina.
Malo sjevernije na Rječini ispod Gornje Orehovice vide se razvaline manjeg mlina izgrađenog 1840. godine. U njemu je radilo pedeset ljudi. Mlin je izgorio 1867. godine.

### Dom Orehovica
Dom Orehovica izgrađen je 1833. godine. I danas na pročelju zgrade stoji rimskim brojkama ispisan datum gradnje - MDCCCXXXIII. Zgrada Doma nekad ja bila prekrasni ljetnikovac gospodina Melendera. Kasnije u dvadesetom stoljeću do Drugog svjetskog rata u njemu su stanovale mnoge obitelji. Nakon rata zgrada postaje društveni dom.
Sedamdesetih godina dvadesetog stoljeća u neposrednoj blizini Doma bila je ljetna pozornica poznata po zabavi i plesu. Izgradnjom zaobilaznice pozornica je srušena. Danas su u domu smješteni poslovni prostori i prostorije za rad Mjesnog odbora Orehovica. Kraj Doma na terasi nalazi se stara šterna na čijem poklopcu je upisana 1874. godina.

## Vanjske poveznice
- Službena stranica MO Orehovica (Grad Rijeka)